# HD 84810
HD 84810, также известная как l Киля (l Car) — звезда в созвездии Киля.
l Киля — жёлтый сверхгигант спектрального класса G с видимым блеском +3,4. Расстояние до Земли — примерно 1600 световых лет.
По спектральному классу, l Киля относится к G5 Iab/Ib. Это указывает, что звезда уже прошла первую стадию эволюции и перешла стадию сверхгигантов, увеличив радиус до размеров в 85 раз больше солнечного. Как и прочие массивные звезды с массами в 8-13 раз больше массы Солнца, она быстро истощила своё водородное топливо и превратилась в сверхгиганта приблизительно 33 млн. лет назад, проведя 15-17 млн. лет в качестве звезды главной последовательности.
l Киля классифицируется как переменная типа цефеида и её яркость изменяется с амплитудой 0,725 звездной величины с периодом 35,560 дня. Радиальная скорость звезды также изменяется на 39 км/с за каждый цикл пульсации. Она имеет компактную околозвездную туманность, которую можно различить с помощью интерферометрии. Туманность была обнаружена при наблюдении в инфракрасной длине волны 10 мкм, её радиус составляет 10-100 а.е. при средней температуре 100 К. Материал этой туманности состоит из массы вещества, выброшенного центральной звездой.